# Reichs- und Landeszentralbank Lüdenscheid

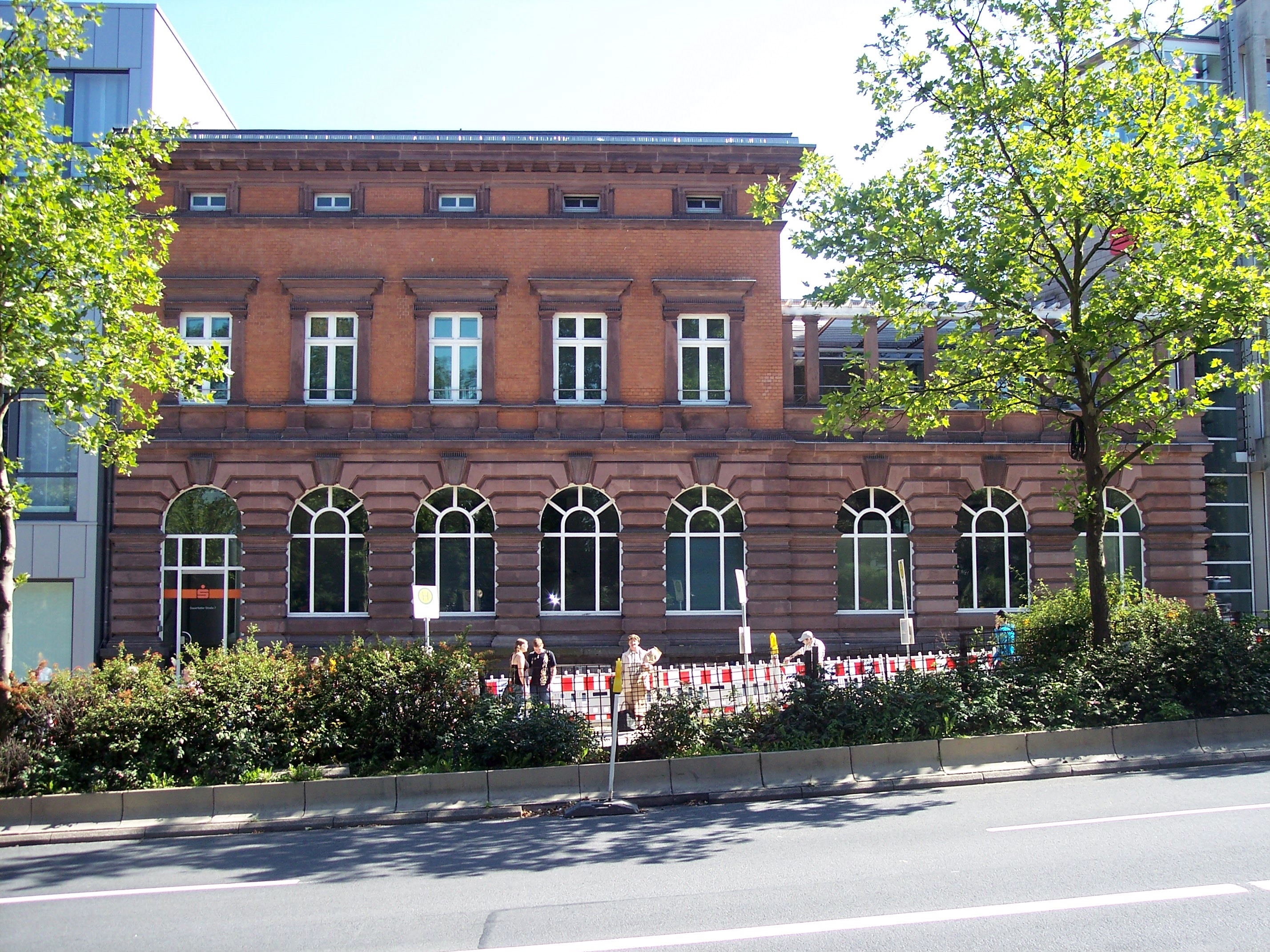
Ehemaliges Gebäude der Reichs- und Landeszentralbank Lüdenscheid, nun Sparkasse Lüdenscheid

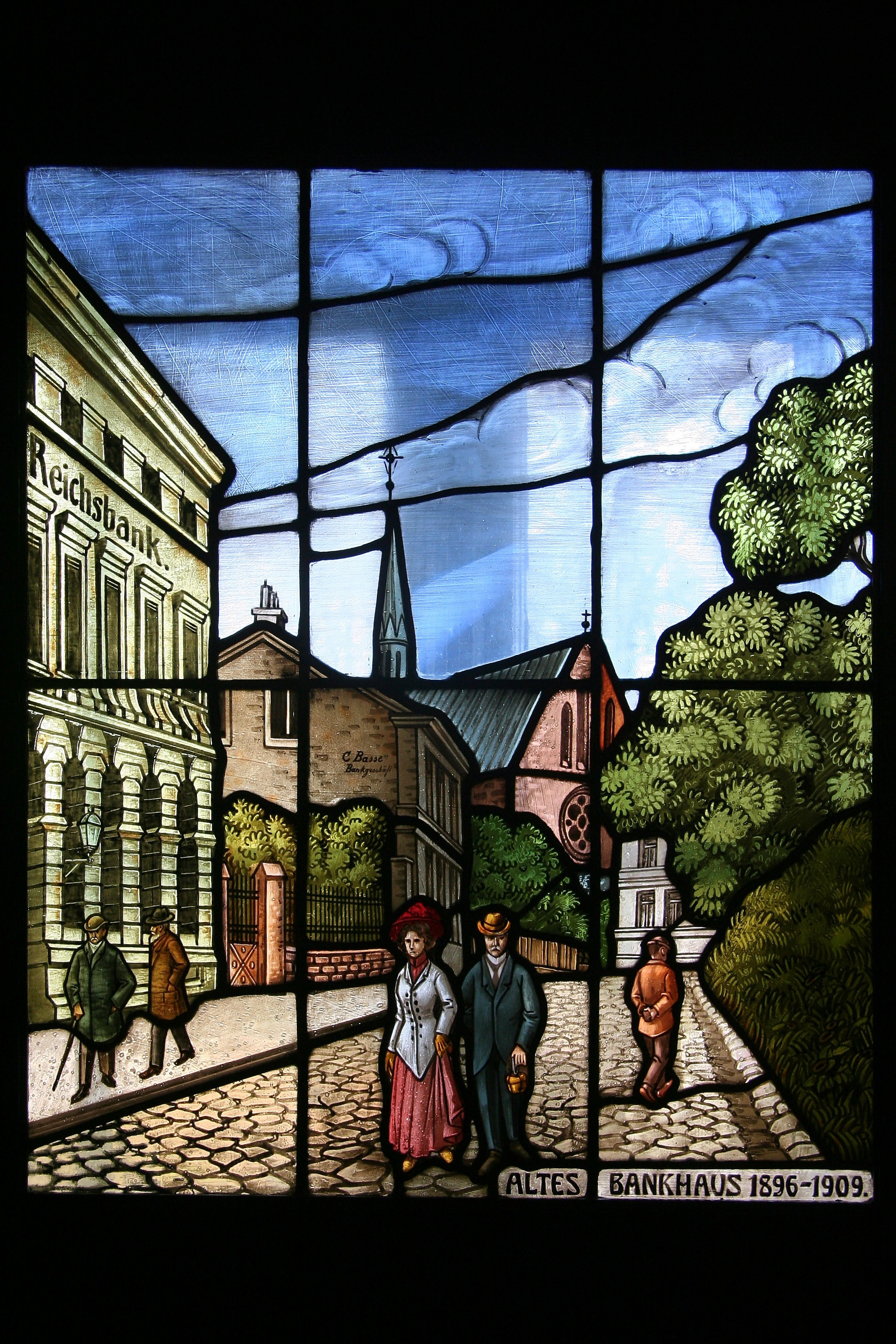
Fenster im Geschichtsmuseum

Die Reichs- und Landeszentralbank Lüdenscheid ist ein Bankgebäude in Lüdenscheid. Es wurde 1891 gebaut und 1914 angebaut. Am 3. Dezember 1984 wurde es unter Denkmalschutz gestellt. Das Gebäude passt in den Stil der anderen Reichsbankbauten aus den Jahren. Man kann davon ausgehen, dass die Bauart von der Zentrale in Berlin, welche von Friedrich Hitzig entworfen wurde, übernommen wurde. In Lüdenscheid entwarf Max Hasak das Gebäude. Ein ähnliches in Westfalen gibt es nur noch in Münster. Das Gebäude steht heute im Eigentum der Sparkasse Lüdenscheid und wird weiterhin als Bankgebäude genutzt.